# イランの経済
イランの経済（イランのけいざい）は移行経済で、実質経済成長率に比して労働力の成長が継続的に著しく高く、失業率は公式推定11％よりかなり高いものとなっている。専門家によれば年900,000人の新規労働力の参入に対しては、年次経済成長率5％が必要とされる。
公共投資では、1992年から2000年のあいだで、総予算の6%が医療費、16%が教育、8％が国防に充てられている。政府支出は2000年から2004年で年率14％、さらに2007年現在で非公式推計で年率20％以上にのぼるインフレーションの一因ともなった。財政赤字はイランの慢性的問題であり、ガソリンを筆頭に食糧など年400億ドル以上（2006年）に達する大規模な国庫補助金の存在などがその背景にある。
政府は歳入を石油に依存する状況からの脱却をめざし、自動車製造業、航空宇宙産業、家電製造業、石油化学工業、核技術など、他分野への投資をおこない産業の多角化を試みている。またイランは鉱業、観光業、情報通信技術産業分野で大きな潜在的可能性をもつ。

## 歴史

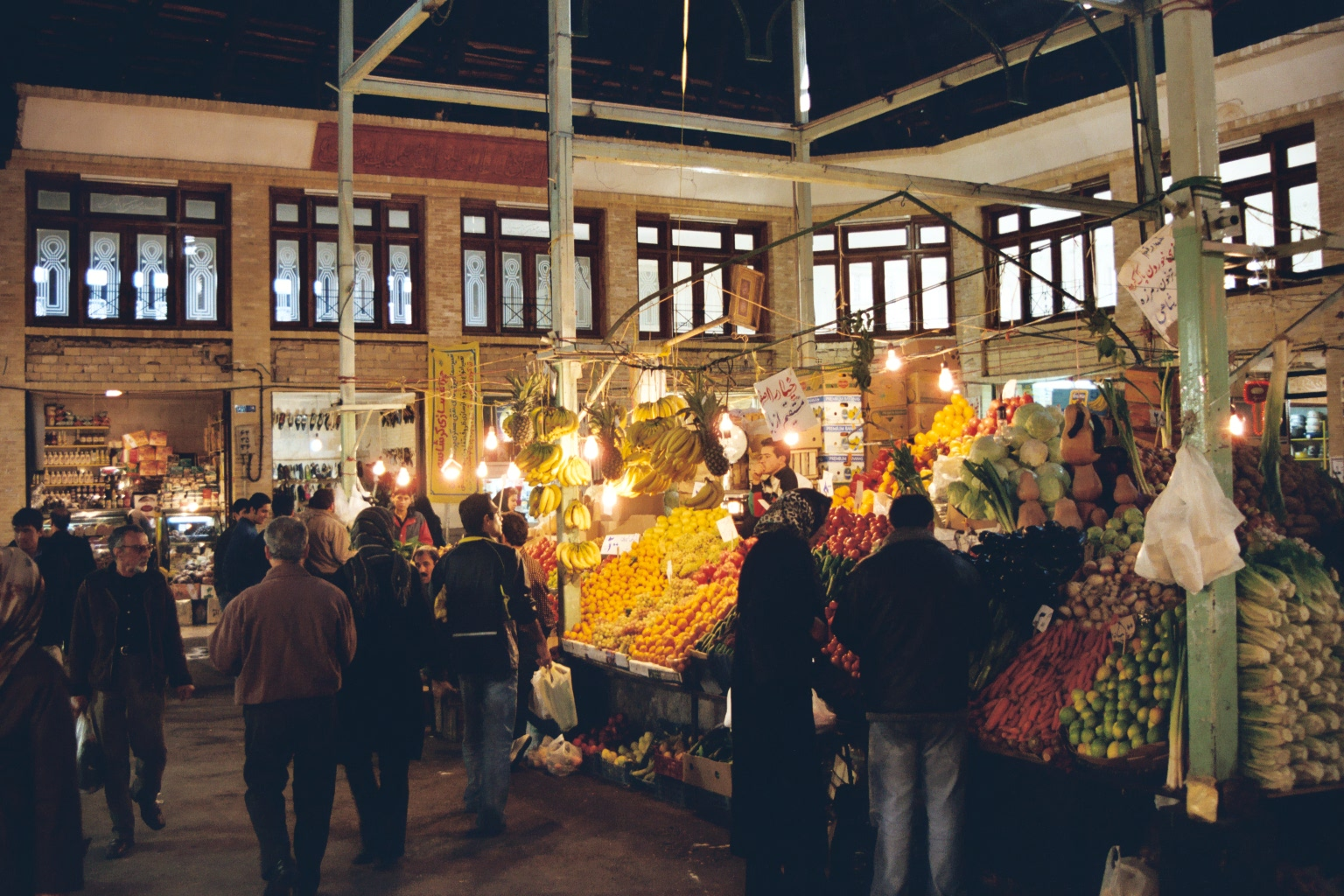
2006年、政府予算の約45％は石油および天然ガス収入によるものである。GDPは購買力平価にして6100億ドル、一人あたりにして8900ドルであった。イラン経済においてはインフォーマル・セクターも重要である。以上の数字と多角化はされても未だ小さな産業基盤であることを理由として、国際連合はイラン経済を中進国に分類している

革命前、イランの経済開発は急速に進められた。伝統的に農業社会であったイランは1970年代までに、めざましい工業化と経済の近代化を遂げた。しかしながら成長のペースは、イスラーム革命直前の1978年までに急激な鈍化をみることになる。
1979年の革命以降、イランの長期的目標は経済的独立、完全雇用、市民の快適な生活水準の確立である。しかし20世紀末にはイラン経済は壁につきあたることになった。革命当時にくらべイランの人口は約2倍となり、全体の若年化も進んでいる。イランは伝統的に農村を基盤に農業を中心とする社会であったが、農業生産は1960年代から一貫して低下し1990年代後半には主要食糧輸入国の1つとなるに至る。農村部の経済的困難は膨大な人びとの大都市への流入を促した。
イランの識字率および平均寿命は地域の水準より高いが、失業率もまた同様に高率であり、インフレーションは恒常的に年率20％台に達する。イラン経済は依然として石油・天然ガスの輸出に強く依存していて、若年・高学歴層への雇用機会の提供はますます困難になっており、政府はその対処に苦慮している。これは中流階級・下層階級のイラン人の不満の高まりにつながっている。
1988年、イラン・イラク戦争が終結すると、政府は国内の通信、交通、製造業、計画中の原子力施設をふくむエネルギー・インフラストラクチャー、病院・学校の整備を開始、同時にこれら通信や交通の近隣諸国との連絡・調整にも着手している

## 集中化 対 私有化
イラン政府はイラン・イラク戦争後の1988年、疲弊した経済活性化をめざし、大部分の国有企業を民営化する意向を示した。しかし国有工場・企業の売却の進行は遅々としたものであった。これは大部分は議会内のナショナリズム勢力の反対が原因である。21世紀初頭にも大部分の産業は国有状態のままで、2006年現在では経済の70％が国有部門に占められる。鉄鋼、石油化学、製銅、自動車、工作機械などの重工業の多数が公共部門によるものであり、対して軽工業のほとんどが私有部門に属する。
憲法第44条によれば、イラン経済は国有、コーポラティブ、私有の3部門より構成され、体系に基づき計画経済的な含みをもつものである。
国有部門すべての大規模産業、貿易、主要鉱業、銀行、保険、発電、ダム、大規模灌漑、ラジオ、テレビ、郵便、電信、電話、航空、海運、道路、鉄道を含む。すべて公有であり、国家が管理する。
コーポラティブ部門イスラーム的基準による生産・配分にかかわる組合会社企業、すなわち諸ボンヤードが含まれる。
私有部門建設、農業、畜産、工業、商業、サービスなど国有部門およびコーポラティブ部門の経済活動を補完する役割を担う。
上記のような厳格な憲法解釈はこれまで適用されたことはなく、民間部門は憲法にあるよりも、非常に大きな役割を演じてきた。近年、民間部門の重要性はさらに増しており、2004年の憲法修正では国家資産の80%までの民営化を許容している。

## 経済開発5カ年計画 (2005年 - 10年)
第4次「経済開発5カ年計画」（2005年 - 2010年）は貿易部門が次の5カ年に引き継ぐためのガイドラインと要目を設定している。第一のポイントは相互貿易を世界に拡張し、国際市場において能動的な立場を追求することである。この達成には相当量の輸出の拡大が必要となる。第二のポイントは自由交易地域を開発し、これを国際市場への門戸とすることである
国内においては社会的公正の実現、および総合経済状態の改善が優先される。すなわち、国内市場の調整と良好な基本的物資供給の維持である。しかしながら後者については、政府の巨大な財政赤字解消のため補助金の配分システムの改善が必要となっている。また5カ年計画は、政府の義務として、基本的物資および公共サービスの価格を決定することによる経済的正当性の確保を定めている。
5カ年計画はほかに「国家インターネット」の創設、外国銀行の誘致、石油化学工業生産の年産5600万トンまでの4倍増、公共部門における5%の人員削減と年70万人の新規雇用の創出、電力需要増加に対応するため原子力技術による2010年までに6,000メガワットの電力増産、第5次社会経済開発計画が終了する2015年までの50から60カ所の工業団地の建設などがある。2025年のビジョンとして、計画は20年のうちに投資全体で3兆7,000億ドルとし、うち1兆3,000億ドルは海外投資によってなされるものとしている。

## マクロ経済の諸動向
21世紀初頭、各部門が国内総生産に占める割合はサービス部門が最大で、工業（鉱業、製造業）、農業が続く。政府予算のおよそ45％は石油および天然ガスの収益により、31％が税および料金収入である。2007年、国内総生産は為替レート(MER)で2,940億ドル、購買力平価(PPP)で7,529億ドル、購買力平価で一人あたり10,623ドルであった。またイラン経済においてはインフォーマル・セクターも重要である。以上の数字と多角化はされても未だ小さな産業基盤であることを理由として、国際連合はイラン経済を中進国に分類している。
以下はIMFの推計によるイランの国内総生産の推移表である。

イランの人口は2006年に7000万人に達した。人口の3分の2は30歳未満、識字率は86%である。

| 年   | GDP (10億IRR) | GDP(MER) (10億USD) | GDP(PPP) (10億USD) | 1USDとIRRの MER換算値 | 1USDとIRRの PPP換算値 | インフレ指数 (2000年=100) |
| ---- | ------------- | ------------------ | ------------------ | --------------------- | --------------------- | ------------------------- |
| 1980 | 6,621.700     | 93.772             | 114.155            | 70.61                 | 58.006                | 2.10                      |
| 1985 | 16,555.801    | 79.864             | 215.817            | 207.29                | 76.712                | 4.40                      |
| 1990 | 34,505.630    | 84.973             | 244.513            | 415.60                | 144.430               | 11                        |
| 1995 | 185,927.978   | 90.838             | 326.211            | 2,046.80              | 569.963               | 43                        |
| 2000 | 580,473.336   | 96.440             | 431.821            | 6,019.01              | 1,344.246             | 100                       |
| 2005 | 1,697,305.000 | 188.046            | 634.563            | 9,005.01              | 2,674.762             | 194                       |
| 2007 | 2,690,913.950 | 294.089            | 752.967            | 9,407.50              | 3,573.747             | 249                       |

## 経済諸部門
農業が国民総生産の10.7％、雇用の25％を占める。鉱業、製造業、建設業を含む工業部門はGDPの約42.9％、雇用では31％となる（2004年）。資源産業、特に石油はイランの輸出収入の80％を占めるが、雇用の点では1％未満である。サービス部門は国内総生産の46.4％を占めて第1位、雇用では45％であった（2007年）。また労働人口2500万人に占める女性の割合は33％（2005年）。イラン人の平均年収は2700ドルである（2006年）。

### 農業
国土に占める可耕地の割合は約20％。主な食糧生産地はカスピ海沿岸地域および北西部の山間地帯である。北部および西部の一部地域では雨水灌漑農業が可能だが、その他の地域では良好な作物生産のためには灌漑が必要である。

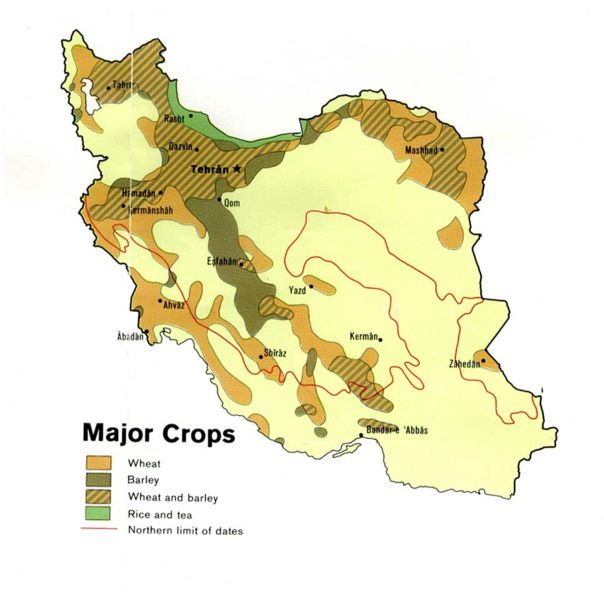
農業は国民総生産の11％強、雇用の3分の1を占める。1997年までにイランの農業生産総額は250億ドルに達し、2003年までに非石油輸出の約4分の1は農業を基礎とする産品である。

イランの農業における主な障害は、未発達な農耕技術、農地の過使用と栄養不足、貧弱な種子、水不足などである。耕地の約3分の1が灌漑地である。ザグロス山脈およびアルボルズ山脈における河川多目的ダムと貯水池の建設により灌漑用水量は増加している。現代化、機械化、収量および畜産の改善、土地再配分などの諸計画により農業生産は増加している。
小麦はもっとも重要な農産物で、主に西部、北西部で栽培される。米はカスピ海沿岸の主要産物である。ほかに大麦、トウモロコシ、棉花、甜菜、茶、麻、タバコ、果物（柑橘類をふくむ）、馬鈴薯、豆類（豆、レンズ豆）、野菜、飼料作物（アルファルファ、クローバー）、香辛料（クミン、シューマック、サフランなど）、ナッツ（ピスタチオ、アーモンド、クルミ）およびナツメヤシなどがある。また畜産物では羊、ヤギ、牛、鳥、牛乳、卵、バター、チーズ、羊毛、皮革などがある。ほかに養蜂による蜂蜜、養蚕による絹糸がある。アルボルズ山脈北麓は樹木が繁茂しており、林業が経済的重要性をもつ。樹木の伐採は政府によって厳しく管理され、また再植林施策もおこなわれている。カスピ海に注ぐ諸河川にはサケ、コイ、マス、カワカマス、またカスピ海ではチョウザメが豊富である。
1979年以降、農業の主流は自給農業から商業的農業へと移行、1997年までにイランの農業生産総額は250億ドルに達した。イランは基本的農産物の自給率は90％に達するが、小麦と米の生産総量は国内需要をまかなえず相当量の輸入が必要である。2003年までに非石油輸出の約4分の1は農業を基礎とする産品となっている。主要な輸出農産物の青果および乾燥果物、ナッツ、皮革、加工食品、香辛料などである。

### 製造業

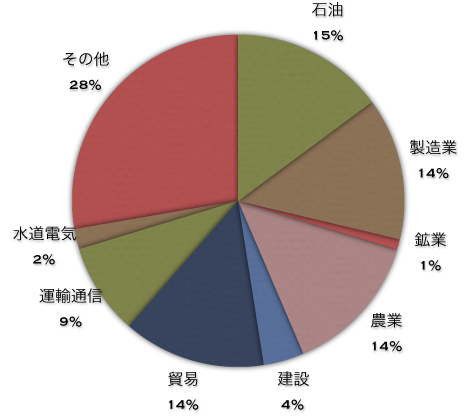
GDPに占める石油部門の割合は2002年の15％から2006年には25％に増加した。これは主に原油価格の急騰によるものである

イランは、ペルシア絨毯、陶器、銅細工、真鍮細工、ガラス、皮革製品、織物、木工品など職人の手になる商品生産に長い伝統をもつ。前イスラーム期から続くイランの絨毯織りの伝統はいまだ重要産業であり、地方における収入に寄与している。国産の棉花および羊毛を使用する織物生産はテヘラン、エスファハーン、およびカスピ海沿岸に集中し、2000年には約400,000人の雇用を確保している。
大規模な工場生産産業は1920年代に始まり、徐々に発達した。イラン・イラク戦争においてイラクは多くの石油化学プラントを爆撃、アーバーダーンの精油所は著しい損害を被って生産停止を余儀なくされている。精油所の復興が始まったのは1988年、生産再開は1993年になってからである。しかしながら戦争は輸入代替製品や軍需品を生産する多数の小規模工場の成長を刺激してもいる。
イランの主要工業製品は石油化学製品（シーラーズの化学肥料工場を含む）、鉄鋼（エスファハーンおよびフーゼスターンの製鉄所）、銅製品である。ほかに重要なものとして自動車（生産台数は2005年に100万台を超えた）、電化製品（テレビ、冷蔵庫、洗濯機、その他家電）、通信機器、セメント、産業機械（イランは西アジアにおける産業用ロボット稼働台数第1位である）、紙、ゴム製品、加工食品（砂糖、植物油を含む）、絨毯、皮革製品、医薬品などがある。イランの製薬会社は55、現在年12億ドルに達するイラン医薬品市場で、流通量の約96％を占める医薬品を生産している。

#### 自動車製造業
2001年現在、イランには13の公有および民営の自動車メーカーがあり、そのうちの2つ、すなわちイーラーン・ホルドゥロウ（イラン・ホドロー）とサーイパーが国内生産総量の94％を占める。イーラーン・ホルドゥロウは2001年において61％のシェアをもち最大のメーカーであり、イランにおいて最も一般的なブランドであるペイカーンを生産している。ペイカーンは2005年、プジョー・405ベースのサーマンドに置き換えられた。これに対しセイパーはシェア33％である。その他の自動車メーカー、たとえばバフマン・グループ、ケルマーン・モーターズ、キーシュ・ホルドゥロウ、ラニーラーン、トラクター製造、シャハーブ・ホルドゥロウなどは合わせても6％の生産を担うに過ぎない。これらイランの自動車メーカーは、業務用、自家用を問わず、モーターバイク、乗用車、バン、大型中型小型の各種トラック、大型小型のバス、重量車輛など幅広く生産をおこなっている。2006年、イランの全自動車は700万台、生産では世界16位である
。

#### 防衛産業
イランの2005年の国防予算は、ロンドンの国際戦略研究所の推計では63億ドル（GDPの3.3％）、一人あたりにして91ドルである。イランの防衛産業は過去25年で大きく発達、現在は多様な武器・装備を生産している。1992年以降、イラン防衛産業機構は国産の戦車、装甲兵員輸送車、誘導ミサイル、潜水艦、戦闘機を生産している。2006年現在、イランはNATO加盟国を含む57カ国に1億ドル相当武器を輸出している。

#### 建設業
建設産業の年間取引高は2005年、384億ドルに達した。1950年代初頭までの建設業を担ったのは主に国内小規模企業である。しかし石油および天然ガス収入の増加、金融緩和による融資の拡大により建設ブームが惹起され、主要な国際的建設業者がイランに参入した。この成長は1970年代ころまで継続したが、急速なインフレーションのため金融は引き締められ、建設ブームは終焉をむかえた。建設産業は1980年代中頃までにはいくぶん持ち直すが、特に大都市中心部における住宅難は深刻な問題のままである。またイランには大規模ダム建設産業がある。イラン人の70％は持ち家を所有している。

#### エネルギーおよび石油
イランの石油は、世界の確認石油埋蔵量のうち10％を占め。また天然ガスでも世界の15％で第2位の供給国である。これらは国内使用が優先される。イランは1913年以降、主要石油輸出国であった。おもな油田はイラン西部のザグロス山脈の中央部および南西部に位置する。石油についてはほかに北部イランおよびペルシア湾の沖合にも埋蔵される。石油およびガスは国内では水力発電とともに発電に利用される。また2008年、イランはブーシェフルで10億ドルをかけた最初の原子力発電所を稼働させる予定である。
1970年代後半、イランは世界第4位（石油輸出国機構第2位）の原油産出国で、石油輸出では第2位であった。1979年の革命以降、政府は石油保護の政策に基づいて日産の原油産出量を削減、さらにイラン・イラク戦争における産油関連施設への損害によりさらなる生産低下にみまわれた。石油生産が増加に転ずるのは1980年代後半で、これは破損パイプラインの修復、ペルシア湾における新規発見の海底油田の開発によるものである。
主な精油所はアーバーダーン（1913年、イラン初の精油所が設置された）、ケルマーンシャー、テヘランにある。油田からはパイプラインによって、アーバーダーン、バンダレ・マーシュール、ハールグ島などの輸出港や精油所に送られる。1990年代後半には、イラン国有の石油・ガス産業は調査採掘および生産について、外国コンソーシアムと協定を結んでいる。
2004年までに、イランの石油は年産14億バレル、500億ドルの純益を生み出している。また石油生産関連設備、すなわちタンカー、油井掘削装置、沖合の採掘基盤、探査装置などの50％から80％は国内生産である。またイランは「国際石油取引所」と称する商品取引所の設置を計画しており、同市場では石油、石油化学、ガス商品に対し石油証券をユーロをはじめとする非ドル建通貨で発行し、取引するとしている。
国内のガソリンの販売価格（公定価格）は、2019年11月15日以前は、1リットルあたり1万リアル（約33円）と比較的安価に抑えられていたが、同日より1万5000リアル（1か月60リットルまで）に引き上げられた。

#### 鉱業
イランの鉱業は発展途上である。鉱業生産はGDPのわずか0.6%を占めるにすぎず、他の鉱業関連産業を加えても4％にすぎない。これは特に適切なインフラストラクチャーの欠如、法的障害、探鉱の困難、全資源に対する政府管理などが原因である。
経済的収益のほとんどは石油産業によるものであるが、全鉱業部門の雇用人員のうち75％は石油・天然ガス以外の鉱山に属する。すなわち、石炭、鉄鉱石、銅、鉛、亜鉛、クロミウム、バライト、塩、石膏、ブリブテェニアム、ストロンチウム、シリカ、ウラン、金などで、うち最大のものはサル・チェシュメの銅山複合体によるものである。サル・チェシュメはケルマーン州にあり、世界第2位の銅鉱脈をもつ。また大規模な鉄鉱石鉱脈がバーフグ、ヤズド、ケルマーンに近い中部イランに存在する。全鉱山の90％および関連大企業は政府所有である。政府は鉱業部門育成のため海外からの投資を求め、鉄および銅のみで、外国金融で約11億ドルの調達を目指している。

### サービス
サービス部門のかなりの上昇は都市化によるところが大きい。主要サービス産業は、教育を含む公益事業、商業、個人対応サービス、専門サービス、観光業などである。観光業は1980年代のイラン・イラク戦争期に急激な低下をみたが、以降継続的に再建されつつある。2004年にイランを訪れた外国からの観光客はおよそ1,659,000人。大多数は中央アジアを含むアジア諸国からで、欧州連合および北米からの観光客の割合は少ない。もっとも人気のある観光地はエスファハーン、マシュハド、シーラーズである。2000年代初、サービス産業の成長はいまだにインフラストラクチャー、通信、規制、人員の教育などの点で深刻な限界に直面している。
イラン憲法は国民に対し基礎医療の権利を保障している。2000年代初、人口のおよそ65％が任意加入の国民健康保険制度に加入している。人口の約85％以上が医薬品購入の際の支払いに保険制度を利用するが、政府は加えて薬品・ワクチンの価格を低く抑えるために製薬および医薬品輸入に際し、大量の補助金を支給している。イランの健康・医療の市場総額は2002年に約2,400億ドルであり、2007年までに約3,100億ドルに拡大するものと予測される。
1990年代の経済自由化に向けた努力にもかかわらず、経済を支配する半官半民の財団（ボンヤード）による支出を含む政府財政支出は高率を維持している。イランにおけるサービス部門の消費は恒常的にGDPの40％以上であり、多くは軍事費、政府人件費、社会福祉事業費など政府関連の支出である。

#### 社会福祉
イランの社会的保護は自営業主をもカバーし、自営業の場合、適当と思われる社会保護を選択し、収入の12％から18%のあいだで自発的な支払いをおこなう。被雇用者の場合、18歳から65歳に適用され、それぞれの負担は被雇用者が賃金の7%、雇用主が同20％から23%、国が同3%まで被雇用者の支払いを補填するシステムとなっている。社会保障は、被雇用者の失業、疾病、老後（退職年金）、労働災害に対する保護をおこなう。イランでは社会保障全般に関わる一般法は制定されていないが、イラン統計庁の推計では1996年、人口の73％以上が何らかの社会保障に加入しているとされる。
公務員、正規軍、法執行機関、イスラーム革命防衛隊（正規軍に次ぐイラン第2の主要軍隊組織）は独自の恩給制度をもつ。2003年、最低基準年金は賃金の50％とされているが、これは最低賃金を上回る額である。イランは2003年、国家予算の22.5%を社会福祉に充ており、その50％以上を年金に支出している。
困窮者に対する福祉事業は、複数の非政府組織、また同様に30以上の個々の公共機関、「ボンヤード」という半官半民組織によって担われる。2003年、政府は冗長性と非効率性の解消を目指し、福祉機関の統合をはじめている。ボンヤードは120以上の組織の複合体であり、非課税。政府の補助と宗教的喜捨によって運営され、直接イランの最高指導者に責任を負う。ボンヤードは、広大な大豆および棉花農場からホテル、清涼飲料水製造、自動車製造、海運まであらゆるものを運営し、イランのGDPの20％以上を占める。しかしながら、ボンヤードは人員過剰かつ低モラルで、一般に収益をもたらしていない。2007年、貧困線を割り込んだ人びとは1200万人。うち600万人は何らの基金・組織による支援も受けていない。

#### 銀行
政府は産業・農業振興の資金については、まず銀行を通じて調達する。イランの通貨単位はリヤール。公定為替相場は2004年、平均して1ドル8,614リヤールであった。しかしながらリヤールはより高率で非公式の市場で取引されている。1979年、すべての民間銀行を国営化し、さらにイスラーム法にしたがって利息を手数料と入れ替えたイスラーム銀行制度導入を発表。同制度は1980年代半ばに実施に移された。
イランの銀行システムは、通貨を発行し国営・民営の全銀行を監督する中央銀行、すなわちバーンク・マルキャズィー・イーラーン、テヘランに本店をおき全国に支店を展開する諸商業銀行、2つの開発銀行、住宅ローンを専門とする住宅銀行から構成される。国有商業銀行の取引は、政府とボンヤード企業、大規模民間企業への貸付が支配的である。2001年、政府は銀行部門の民営化を開始、2つの民営銀行に免許を交付した。
テヘラン証券取引所では400以上の上場企業株が取引されている。2007年、イランにおける上場企業の株式時価総額は420億ドルと評価されている。

#### 通信
政府は5国営ラジオ局、および5国営テレビ局を運営している。また他に多数のローカル局がある。2000年、1000人あたりのラジオ台数は252台、テレビは158台である。また同じく電話回線は219本、個人用コンピュータは110台である。家庭用コンピュータは1990年代半ばから出回り始め、以降、インターネット・アクセスのために需要が急増。現在イランは世界第4位のブロガー人口を持つ。政府の郵政電信電話省（現在の情報通信技術省）が一般向けインターネット・アカウントの販売が開始したのは1998年のことである。2006年のイラン通信産業の収益は推計12億ドルである。

#### 交通

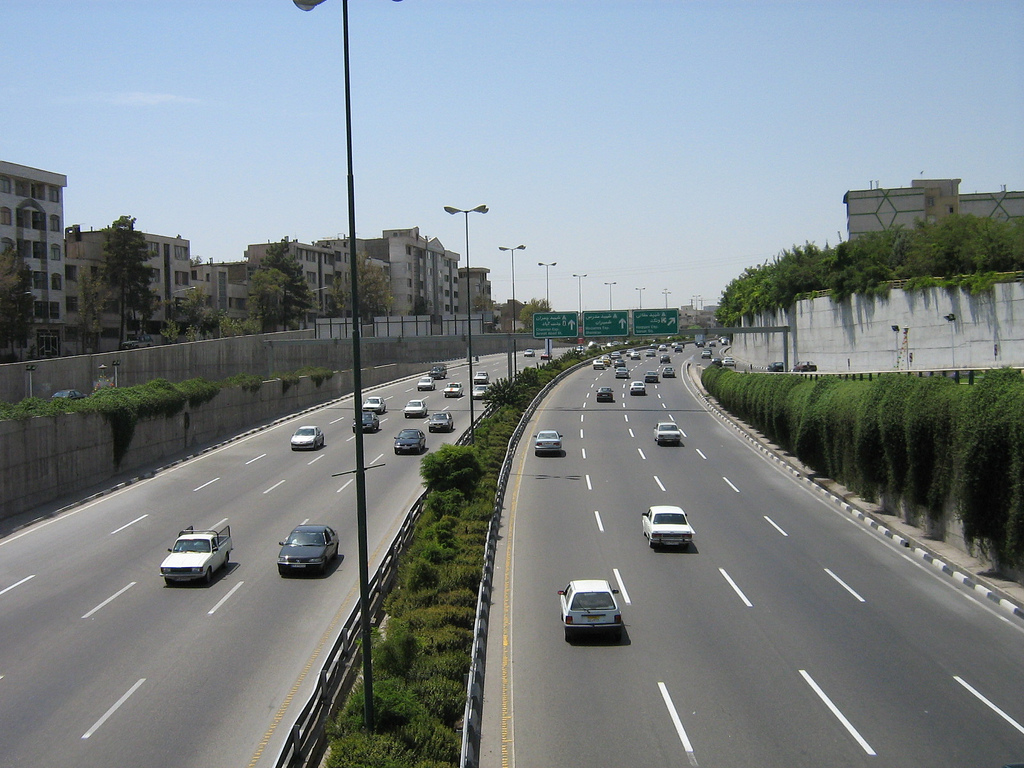
テヘランはイランの通信網、交通網の中枢であり、多数の大博物館、美術館、宮殿複合体、文化施設が建ち、イラン産業の45％が立地する。

イランの道路網は広範で、ほとんどの町と全ての都市を舗装道路で結んでいる。2002年、道路総延長は168,512km、うち66％が舗装されている。1000人あたりの自動車台数は30台である。また鉄道も運営されており、路線総延長6,405kmである。
イランの最重要輸入港はホルモズ海峡にあるバンダル・アッバースである。輸入品はイラン到着後、トラックあるいは貨物列車で国内各地に輸送される。テヘラン - バンダル・アッバース間の鉄道は1995年に開業し、テヘラン、マシュハドを経由して中央アジアの鉄道網と接続している。ほか主要港にカスピ海のバンダレ・アンザリー、バンダレ・トルキャマン、ペルシア湾のホッラムシャフル、バンダレ・エマーム・ホメイニーがある。また旅客・貨物用の空港が数十の都市に設置されている。国営イラン航空は1962年設立、国内線および国際線を運航している。すべての大都市にはバスによる交通システムがあり、複数の民間企業が都市間バスを運営している。テヘラン、マシュハド、シーラーズ、タブリーズ、アフヴァーズ、エスファハーンでは地下鉄網の建設が進行中である。

## 国際交易および経済関係
石油は、イランの輸出の大きな部分を占め、2006年には469億ドルであった。石油以外の輸出はイラン・イスラーム暦1386年（2007年3月20日まで）、前年から47.2%増えて163億ドルであった。全輸入は2005年に約397億ドル、2000年の137億ドルから189％の増加である。
1950年から1978年まではイランにとってアメリカ合衆国が経済的・軍事的に最も重大な対外関係国であり、イランのインフラストラクチャーおよび産業の近代化に大きな役割を果たした。しかし1979年のイスラーム革命後、合衆国はイランとの経済・外交関係を断絶、イランからの石油輸入を禁止し、120億ドルにのぼる在合衆国イラン資産を凍結している。さらに1996年、合衆国はイラン・リビア制裁法を可決、同法は合衆国の内外企業に年額2,000万ドル以上の投資・通商を禁止した。2000年以降、医薬品、医療機器、キャビア、ペルシア絨毯は除外されている。

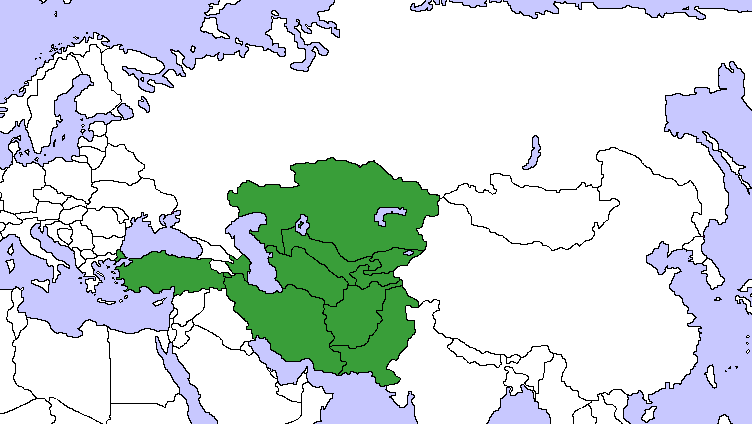
経済協力機構構成諸国

1990年代半ば以降、イランは「南南統合」としてシリア、インド、中国、南アフリカ、キューバ、ベネズエラなど発展途上諸国との経済協力を強化している。またトルコおよびパキスタンとの取引関係を拡大、西アジア・中央アジアにおける経済協力機構とよばれる欧州連合的な単一市場の形成を共通の目的としている。
2003年からは、イラクやアフガニスタンなど近隣諸国の復興や経済協力などへの投資を強化した。アラブ首長国連邦のドバイでは、在住イラン人がその人口比と同じく同国国内経済の約20％を扱っているものと見積もられる。資金は地元の不動産市場および貿易市場（両者をあわせて「バーザール」と称される）に投資され、イランその他の諸国で必要とされる消費財供給に振り向けられる。在外イラン人総純資産は2006年、推計でおよそ1兆3,000億ドルである。
2006年時点ではイランの主要貿易相手国は中国、ドイツ、韓国、日本、フランス、ロシア、イタリアである。
ごく最近になって、イランの核開発計画がイランと欧米との論争の的となっている。核開発における軍事的意図の存在が疑われたためである。これにより国際連合安全保障理事会は同計画と関連するイラン企業への制裁を決議。国際社会におけるイランの経済的孤立性は強まっている。
2019年7月7日、2015年に合意した核合意の義務の履行をさらに削減すると発表した。ウラン濃縮度を同日から規定の3.67%を上回る水準に引き上げるという。米国の核合意からの離脱で経済制裁が復活し、イラン経済は大打撃を受けた。米国以外の当事国である英独仏中ロや欧州連合（EU）に状況の改善を要求し、受け入れられなければ60日ごとに義務の削減をふやしていくと警告した。

### 外国直接投資
1990年代および2000年代初には間接的油田開発協定がいくつか、外国企業とのあいだに結ばれた。石油部門における買戻契約はたとえば次のような形をとる。契約者は開発全てを契約者の資金でおこない、報酬はイラン国営石油会社から生産割当のかたちで受ける。そして所定の年限ののち油田の操業をイラン国営石油会社に移管する。この時点において契約が履行されたものとされるのである。
外国投資はイランにおける不利ないし複雑な運用要件、さらには国際的制裁によって妨げられている。しかし2000年代初にはイラン政府は資産運用における規制を緩和し自由化している。2000年代初、外国人投資家の活動はごく少数の経済部門に集中している。すなわち石油およびガス産業、自動車産業、銅山、石油化学、食品、医薬品である。イラン・イスラーム暦1372年（1993年3月21日から）から2007年4月20日までで、イランへの外国投資は243億ドルである。イランの海外取引は2000年から2007年のあいだで150億ドル。これは主要契約および個人政府双方の借款を合わせたものである。逆にイランの在外資産は2007年に620億ドル相当である。

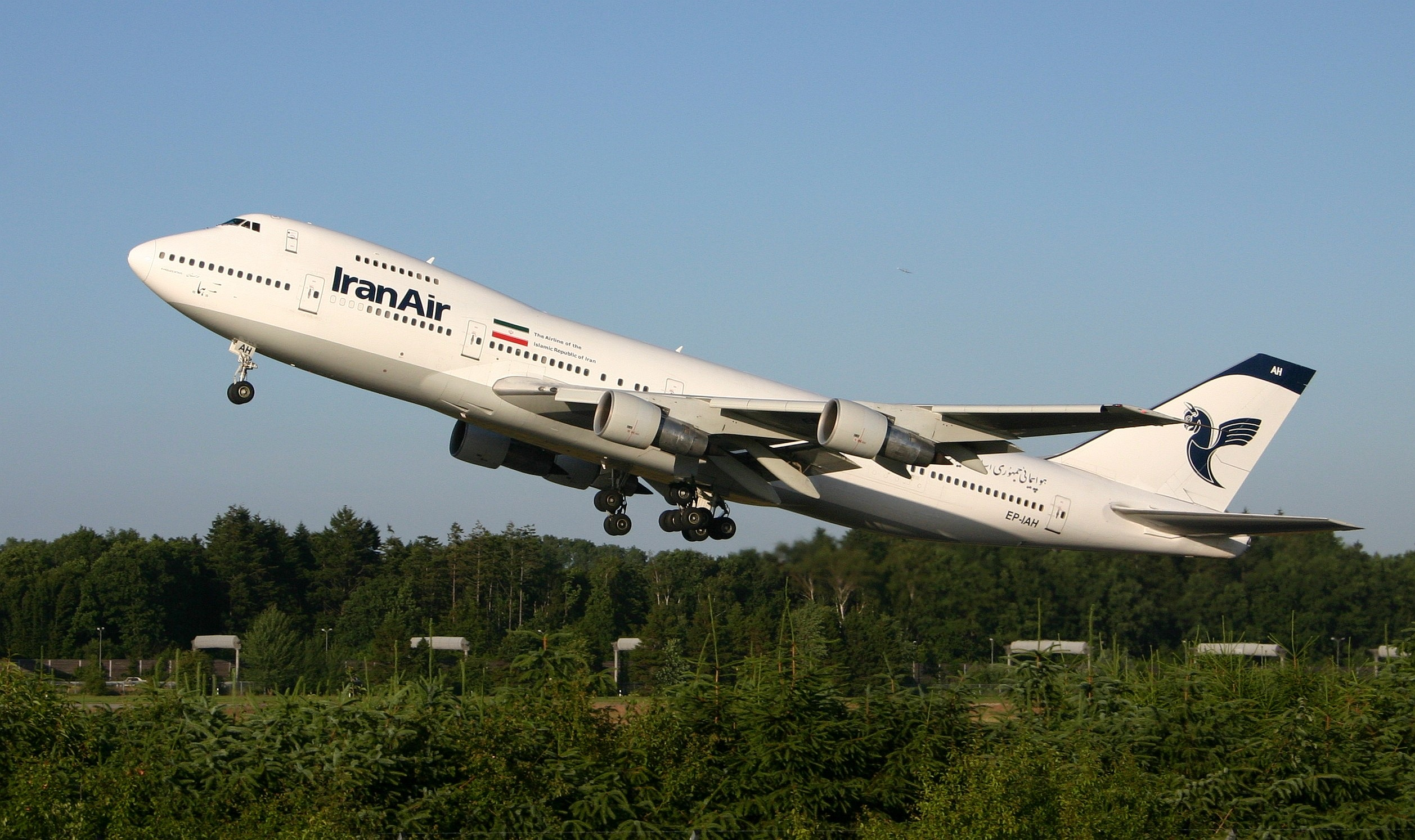
イランの主要貿易相手国は中国、ドイツ、韓国、日本、フランス、ロシア、イタリアである。1996年、アメリカ合衆国政府は中東におけるテロ支援を理由として対イラン経済制裁を実行に移した。

イランへの投資ではドイツ、ノルウェー、イギリス、フランス、日本、ロシア、韓国、スウェーデン、スイスなどの企業が活発である。スウェーデン企業スヴェーダーラ・インダストリは1990年代以降、イランの銅鉱業開発で主要な役割を担っており、インドのタタ・スティールも鉄鋼部門に投資してきた。自動車では起亜、日産自動車、スズキ、プジョー、ルノー、ダイムラー・ベンツがイランの自動車企業とライセンス契約を結んでいる。スイスのネスレ、合衆国のコカ・コーラ、ペプシ・コーラは合弁事業を行っている。天然ガスではトタル、エクイノール、シェル、ガスプロム、韓国のLGグループが活発である。石油についてはイラン憲法で外国企業に対する石油利権の直接譲与が禁止されている。通信ではフランスのアルカテル、南アフリカのMTNグループ、ドイツのシーメンスが2004年および2005年に大きな契約を得ている。
外国投資は1994年には200万ドル、2005年には42億ドルであったが、2007年3月20日までのイラン・イスラーム暦1386年には102億ドルを記録した。外国が投資した80プロジェクトのうち、中国を先頭とするアジアからの投資は40で最大の割合を占める。部門別では食品、飲料、タバコ、織物、衣類、皮革、化学、鉄鋼、石油製品などの製造業で、総額87億6,000万ドルを上回る。ついで水道、電機、ガス部門で8億7,483万ドル。第3位が不動産部門で4億600万ドル以上である。ほかにサービスへの投資は電話通信が1億9,300万ドル、交通が1,430万ドル。また鉱業には1,420万ドルである。アジア諸国はさまざまなプロジェクトに76億6,600万ドルを投資しており、これに、4つのプロジェクトに13億9,000万ドル以上を投資した多国籍共同企業体がつづく。ヨーロッパ企業は34のプロジェクトに関与しているが、投資額は12億ドル台を超えない。ほかにアメリカ諸国が1232万9000ドル、アフリカ諸国が400万ドル近くの投資となっている。2007年時点での外国からイランへの直接投資額残高は60億ドル、イランから外国への直接投資額残高は9億ドルである。

### イランと世界貿易機関
イランは2005年以降、世界貿易機関 (WTO)のオブザーバーであった。イランは数年前に正式加盟国への格上げをはじめて要求しているが、合衆国はそれ以降イランの正式加盟を一貫して阻止している。
しかしながら、イランが最終的にWTO加盟国となった場合、加入条件、中でも特に著作権法がイランにおいて遵守されることが必要となる。これにはイランにおけるビジネスや取引における大規模かつ抜本的見直しが必要であり、多くの専門家は現状のイラン経済には引き合わない重い負担になると考えている。それでもイランは数億ドルの外国投資の誘致を望み、規制緩和や輸入関税の軽減などより良好な投資環境の整備に努め、またゲシュム、チャーバハール、キーシュ島のように自由貿易地帯の設置などを行っている。

## その他統計
人口:
7027万人（2007年推計）
労働力: 
2870万人（2007年推計）

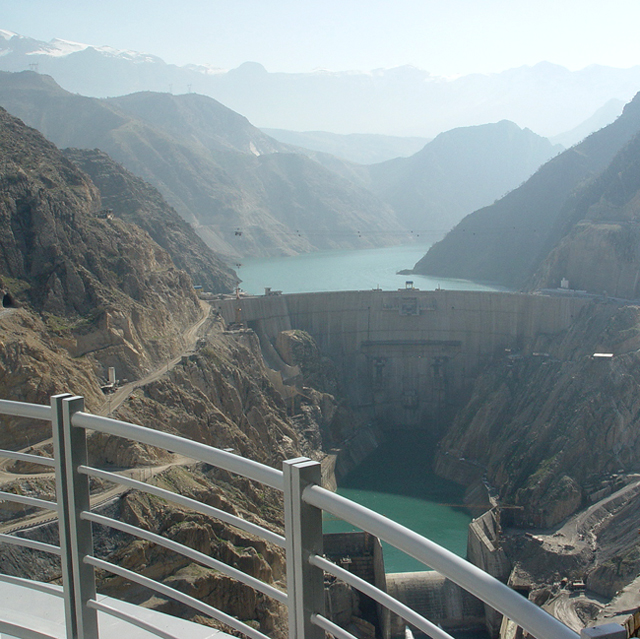
イランの電力消費は2006年、額にして11億ドルにのぼり、近年、イランは世界最大のダム建設国の1つとなっている。

注 熟練労働者については欠損（2006年推計）
投資（総固定投資）:
GDPの27.6%（2007年推計）
家計収入・消費額における割合:
- 最低10%: 不明
- 最高10%: 不明

農産品:
小麦、米、その他穀物、テンサイ、果物、ピスタチオ、ナッツ、棉花、酪農製品、羊毛、キャビア
工業生産高伸び率:
4.8%（石油除く、2006年推計）
電力の生産・消費・輸出・輸入
単位は億キロワット時（2005年）
- 生産: 1,704
- 消費: 1,362
- 輸出: 27.61
- 輸入: 20.74

電力 -手段別:
- 火力: 93% (75%がガス、18％が石油によるもの。2006年）
- 水力: 7% （2006年）
- その他: 0% （2006）
- 原子力: 0% （2006年）

石油:
- 生産: 415万バレル／日 （2006年推計）
- 消費: 163万バレル／日 （2006年推計）
- 輸出: 252万バレル／日 （2006年推計）
- 輸入: 15万バレル／日 （2004年推計）
- 確定埋蔵量: 1384億バレル （2007年推計）

注: イランのガソリン需要の3分の1以上は輸入による。これは国内精製能力の不足、過剰消費、密輸が原因である。
天然ガス:
- 生産: 1,010億立方メートル（2005年推計）
- 消費: 981億立方メートル（2005年推計）
- 輸出: 43億6立方メートル（2005年推計）
- 輸入: 58億立方メートル（2005年推計）
- 確定埋蔵量: 26兆3700億立方メートル（2006年）

経常収支:
黒字304億7000万ドル（2007年推計）
輸出品:
石油 （80%）、化学および石油化学製品、絨毯、手工芸品、軍需品、自動車、農産品（果物、ナッツ）、食品、建設資材（鉄鋼、銅）、サービス、技術的サービス、消費財
輸入品:
工業原料および中間財、資本財、食品など消費財、技術的サービス、電子機器、コンピュータ
イランの通信

固定電話: 2198万（2006年）
携帯電話: 
1600万（2007年初推計）
インターネット利用者:
1700万人（2006年推計） - イランは世界第4位のブロガー人口をもつ。
外貨および金準備高:
644億6000万ドル（2007年推計）
為替レート:
1USドルに対するリヤール -  9,246.94 （2006年）、8,964（2005年）、8,885（2004年）、8,193.89（2003年）
注: イランは2002年3月に複数為替相場制度を統合してから、管理変動為替相場制を用いている。

## 参考
1. 1 2 3 4 5 6 7  IMF. “Data and statistics＞World Economic Outlook Database”. 2008年7月8日閲覧。
2. 1 2 3 4 5 6 7 8 9 10 11 12 13 14 15 16 17 18 19 20 21 22 23 24 25 26 27 28 29 30 31  CIA. “World Factbook＞Iran”. 2008年7月8日閲覧。
3. ↑  “Inflation Rates Fact or Fiction?” (英語).  Iran Daily (2007年5月14日). 2007年7月1日時点のオリジナルよりアーカイブ。2007年7月17日閲覧。
4. ↑  Murphy, Kim (2007年1月8日). “U.S. targets Iran's vulnerable oil” (英語).  Daily Herald. 2007年7月26日閲覧。
5. ↑  Farahbakhsh, Ali (2001年2月23日). “Iranian Economy in Six Snapshots” (英語).   Iran Virtual Library. 2007年7月26日閲覧。
6. ↑  مهرزاد, روزبه (2006年7月16日). “بحث داغ محافل اقتصادی ايران درباره فرمان آيت الله خامنه ای” (ペルシア語). BBC Persian.com.  BBC. 2007年7月17日閲覧。
7. ↑  “Trade Perspective” (英語).  Iran Daily (2006年2月21日). 2007年7月10日時点のオリジナルよりアーカイブ。2007年7月17日閲覧。
8. ↑  “The First Millennium Development Goals Report: Islamic Republic of Iran” (英語).   The Management and Planning Organization and the United Nations. 2007年7月17日閲覧。
9. ↑  “Law of the Fouth Economic, Social and Cultural Development Plan of the Islamic Republic of Iran 2005-10 (1384-1388)” (英語).   The Management and Planning Organization (2004年9月1日). 2007年7月17日閲覧。
10. ↑  “Nat'l Internet Network Approved” (英語).  Iran Daily (2007年5月23日). 2007年7月17日閲覧。
11. ↑  “Privatization In Focus” (英語).  Iran Daily (2007年6月25日). 2007年7月10日時点のオリジナルよりアーカイブ。2007年7月17日閲覧。
12. 1 2 3 4  Federal Research Division (2006年4月). “Country Profile: Iran” (英語).  Library of Congress. 2007年7月28日閲覧。
13. ↑  “Iran to set up 60 industrial parks by 2015” (英語).  Mehr News Agency (2007年6月27日). 2007年7月28日閲覧。
14. ↑  Dehqan, Sadeq (2007年7月2日). “GDP Should Reach $1,200b” (英語).  Iran Daily. 2007年7月10日時点のオリジナルよりアーカイブ。2007年7月17日閲覧。
15. ↑  “Contribution of Value added of Economic Activities to Gross Domestic Product by Major Economic Sectors” (英語). Iran Statistical Year Book 1384.  Statistical Centre of Iran (2007年5月6日). 2007年7月28日閲覧。
16. ↑  Ellis, Eric (2006年9月12日). “Made in Iran” (英語). CNN Money.  CNN. 2007年7月28日閲覧。
17. ↑  “Executice Summary: 2005 World  Robot Market” (英語). World Robotics 2006.  International Federation of Robotics: Statistical Department (2006年9月14日). 2007年7月28日閲覧。
18. 1 2  “Health services and pharmaceuticals to Iran” (英語). Australian Trade.   Australian Trade Commission (2007年7月19日). 2007年7月28日閲覧。
19. ↑  “18% of Medicines Thrown Out Annually” (英語).  Iran Daily (2007年7月1日). 2007年7月10日時点のオリジナルよりアーカイブ。2007年7月28日閲覧。
20. ↑  “Iran 16th Biggest Automaker” (英語).  Iran Daily (2007年6月12日). 2007年7月10日時点のオリジナルよりアーカイブ。2007年7月28日閲覧。
21. ↑  “Gasoline Quota Will Change In Two Months” (英語).  Iran Daily (2007年7月4日). 2007年9月30日時点のオリジナルよりアーカイブ。2007年7月28日閲覧。
22. ↑  AP (2005年5月10日). “Iran Launches Production of Stealth Sub” (英語).  FoxNews. 2007年7月28日閲覧。
23. ↑  “IRI exports warfare to 50 countries” (英語).  IRIB (2005年4月23日). 2007年7月28日閲覧。
24. ↑  “Iran exports military equipment” (英語).  IRIB (2006年9月3日). 2007年7月28日閲覧。
25. ↑  “Iran exports military equipment to 57 countries: minister” (英語).  IRNA (2006年9月3日). 2007年7月28日閲覧。
26. ↑  “Simultaneous Dam, Spillways Construction Obligatory: 30% Drinking Water Wasted” (英語).  Iran Daily (2006年11月29日). 2007年7月28日閲覧。
27. ↑  “70% of Population Own Homes” (英語).  Iran Daily (2007年4月9日). 2007年7月28日閲覧。
28. ↑  Schweid, Barry (2006年12月26日). “Iran oil industry founders, report says” (英語).  Seatlle Times. 2007年7月28日閲覧。
29. ↑  “Gas Reserves Can Last 3 Centuries” (英語).  Iran Daily (2007年4月9日). 2007年7月28日閲覧。
30. ↑  “イランでデモ、ガソリン値上げ抗議　治安部隊と衝突”.   日本経済新聞 (2019年11月17日). 2019年11月28日閲覧。
31. ↑  Bakhtiar, Abbas (2007年1月25日). “Ahmadinejad's Achilles Heel: The Iranian Economy” (英語).   Payvand News. 2007年7月28日閲覧。
32. ↑  “Poverty in Iran” (英語).  Tehran Times (2007年4月29日). 2007年7月28日閲覧。
33. ↑  “Iran – Ambitious modernization program for the Tehran Stock Exchange” (英語).   Al-Bawaba News (2007年6月22日). 2007年7月28日閲覧。
34. ↑  “Privatization of Telecom Companies” (英語).  Iran Daily (2006年10月9日). 2007年7月28日閲覧。
35. ↑  “Iran: Background” (英語). Country Analysis Briefs.  Energy Information Administration (2006年8月). 2007年7月28日閲覧。
36. ↑  Habibi, Nader (2006年5月5日). “The Cost of Economic Sanctions on Major Exporters to Iran” (英語).   Payvand News. 2007年7月28日閲覧。
37. ↑  “Islamic WTO proposed” (英語).  Iran Daily (2006年1月22日). 2007年7月28日閲覧。
38. ↑  “In 2005: Import Bill From Dubai $28.7b” (英語).  Iran Daily (2006年4月4日). 2007年7月28日閲覧。
39. ↑  “Expats Worth $1.3 Trillion” (英語).  Iran Daily (2007年2月14日). 2007年7月28日閲覧。
40. ↑  日本経済新聞 イラン、ウラン濃縮度引き上げ発表　核合意の義務削減2019年7月7日 15:53
41. ↑  “Iran attracted $24.3b foreign capital in 16 years” (英語).  Mehr News Agency (2007年5月27日). 2007年7月28日閲覧。
42. ↑  “Global Investment in Iran” (英語).  American Enterprise Institute. 2007年7月28日閲覧。
43. ↑  “Iran's foreign assets surpass $62b” (英語).  Mehr News Agency (2007年6月30日). 2007年7月28日閲覧。
44. ↑  “Foreign Investment At Record Level” (英語).  Iran Daily (2007年4月10日). 2007年7月28日閲覧。
45. ↑  “WTO Membership” (英語).  Iran Daily (2007年4月15日). 2007年7月28日閲覧。
46. ↑  “Power Wastage Hits $1.1b” (英語).  Iran Daily (2007年2月1日). 2007年7月28日閲覧。
47. ↑  WHO. “Countries＞Iran”. 2008年7月8日閲覧。
48. ↑  “Iran: Oil” (英語). Country Analysis Briefs.  Energy Information Administration (2006年8月). 2007年7月28日閲覧。
49. 1 2  “Telecommunication Round-Up” (英語).  Iran Daily (2007年4月5日). 2007年7月28日閲覧。